# 花のあと
『花のあと』（はなのあと）は、藤沢周平による短編時代小説、およびそれを表題作とする短編集、またこれを原作とした2010年公開の日本映画である。

## 概要
1983年に「オール讀物」8月号に掲載され、1985年に青樹社から藤沢周平による8篇の短編小説を収録した単行本が刊行、表題作となっている。1989年には文藝春秋より文春文庫版が刊行された。なお、原作には「以登女お物語」という副題がついている。
海坂藩を舞台としたいわゆる「海坂もの」のひとつで、主人公の女剣士・以登が晩年、孫たちに若き日の思い出を語る形式で物語が展開する。
2010年、東映の配給で映画化され、3月13日に公開された。

## あらすじ
以登は、満開の桜の下で、羽賀道場の高弟・江口孫四郎に声をかけられる。父・寺井甚左衛門に剣の手ほどきを受けた以登は、羽賀道場の二番手、三番手を破るほどの剣豪であったが、孫四郎とは未だ剣を交えたことはなかった。孫四郎の人柄に触れた以登は、父に孫四郎との手合わせを懇願し、それが実現する。以登は、孫四郎に竹刀を打ち込む中で胸を焦がしている自分がいることに気がつく。それは紛れもなく初めての恋心であったが、家が定めた許婚がいる以登は、孫四郎への想いを断ち切る。ところが、奏者番の娘・加世に婿入りした孫四郎が、加世の不倫相手である藤井勘解由の卑劣な罠にかかって自ら命を絶つ。江戸から帰国した許婚・片桐才助の手を借りて事件の真相を知った以登は、勘解由を詰問するため、密かに呼び出す。居合いの遣い手である勘解由は、以登の口を封じようとするが、以登は懐剣で返り討ちにする。才助との祝言が済んだ翌年、以登は花見に赴く。しかし、満開なのに花が終わった後のようなさびしさを感じ、それ以来一度も花見に行くことはなかった。

## 登場人物
寺井以登
50年前の、18歳の時の思い出を、孫たちに話して聞かせる形で、本作が展開する。
当時の以登は細面の色白で、決して醜女ではなかったが、父親譲りの目尻が上がった目と大きめの口に、密かに劣等感を抱いていた。
5歳の時から、父・寺井甚左衛門に剣の手ほどきを受け、15歳の時には初めて父から一本取った。その後、めきめきと成長して、羽賀道場の二番手、三番手を破るほどの剣豪となった。花見の際、羽賀道場の筆頭である江口孫四郎に声をかけられ、手合わせを約束する。父に願ってそれが実現したが、剣を交えるうち、自分が孫四郎に恋心を抱いていることを自覚した。しかし、自分にも孫四郎にも許嫁のいるため、きっぱりとあきらめた。
後に、孫四郎が切腹すると、許嫁である才助の力を借りて真相を探り、それが藤井勘解由の陰謀によるものだと知る。以登は勘解由を呼び出して詰問しようとしたが、勘解由が口を封じようと刀に手をかけたため、懐剣でただ一刺しに返り討ちする。
才助と祝言を挙げた翌年の春、再び花見に赴くが、満開なのに花が終わった後のようなさびしさを感じた。そして、その後は一度も花見に行くことがなかった。
寺井甚左衛門
以登の父。組頭（藩士25名を1組とし、2組を統率する）を勤めた。
子どもの頃から、島崎という一刀流の道場に通い、腕を上げていった。17歳で家督を継ぎ、18歳で妻をめとったが、同年江戸詰を命ぜられ、そこで夕雲流に出会うと、新妻を国元に残したまま10年間戻らなかった。帰国後は、執政の末席に加わったが、10年の不在のツケは大きく、結局中老にもなれなかった。また、これも10年の不在のせいか、結局女子である以登しか子が生まれなかったため、以登が5歳になると、竹刀を持たせて剣の手ほどきをした。
以登が孫四郎との試合を望んだとき、彼女の恋心を見抜き、叱責する代わりに自宅稽古場での試合を許した。しかし、試合後は、もう会ってはならぬと命じた。
以登の母
14歳の時に甚左衛門に嫁いできたが、夫が江戸に10年間も滞在したため、その間、ずっと離れて暮らすことになった。27歳の時に以登を産んだ。
江口孫四郎
高100石の勘定組の三男だが、羽賀道場では筆頭の腕前を持つ剣士。花見の時、以登に声をかけた。以登が道場を訪れた際は不在だったため、いつか手合わせしようと約束する。以登は、孫四郎が女子の剣法と侮らず、組頭の家の娘だとおもねることもなく、自分が彼の前では容貌に関する引け目を感じなくてもいいことに好意を抱いた。2ヶ月後に念願の試合が実現し、孫四郎が勝利した。
その後、奏者番の娘・加世と結婚して家督を継ぎ、奏者見習いとして江戸詰となった。そして、幕府要人の下問に対する家老の返答書を提出するため、初めて幕府に対する使者となった際、手続き不備を理由として返答書が突き返されてしまい、これを恥じて切腹してしまう。手続きの不備は、加世の不倫相手である藤井勘解由が、わざと誤った手順を教えたためであった。
片桐才助
郡代の五男。以登が17歳の時に許嫁となったが、江戸の高名な塾に入って足かけ5年も戻らなかった。丸顔で中背で小太りという風采の上がらない容姿で、おまけに締まりのない軽々しい性格だと以登に評されている。
以登に依頼されて、孫四郎が切腹した理由と、それが勘解由の陰謀によるものだということを探り当てた。また、孫四郎切腹後も、勘解由が加世と密会していることも確認した。以登が勘解由を刺殺した際には、その遺体を何者かと斬り合った末に、相手にも深手を負わせて絶命したように擬装し、無傷の以登が疑われることのないように取りはからった。
その後、以登と結婚して寺井家に婿入りし、以登との間に7人の子をもうけた。以登には、締まりがないと死ぬまで叱り続けられたが、人の上に立つ才幹があったと見え、甚左衛門の名を継ぐと、中老、家老と進んで、昼行灯などと呼ばれながらも、長く筆頭家老を勤めた。
藤井勘解由
36歳。30歳で用人となった切れ者で、2年ほど前から病気を理由に休暇を取っているが、復帰後は側用人に進むだろうと言われている。かねてより加世と不倫の噂があったが、加世の結婚後もその関係は続いていた。そのことに孫四郎がうすうす気づいたとき、孫四郎が書類を幕府に提出する際に、誤った手順を教え込んで、彼を切腹に追い込んだ。
真相を知った以登に呼び出された際、口を封じようと刀に手をかけた。勘解由は無楽流居合いの遣い手だったが、刀が鞘走る前に以登に懐剣で刺され、絶命した。死後、城下の豪商から多額の賄賂を取っていたことが判明し、藤井家は廃絶となった。
加世
300石の奏者番の娘で、以登や津勢の稽古仲間だが、2歳年長。以前から、妻子ある藤井勘解由との不倫が噂されていて、そのために結婚が遅れていたが、孫四郎の剣名に惚れ込んだ親戚の推薦により、彼を婿に迎えた。しかし、その後も勘解由との関係は続き、孫四郎が切腹した後も、勘解由と密会していることが才助によって確認された。
おふさ
寺井家の婢。年齢は30代半ば。20歳過ぎに一度嫁入ったが、夫に死に別れたため、再び寺井家で奉公することになった。以登の花見に同行した。以登が孫四郎と話をしたことは、両親に内緒にしてくれた。以登が才助と祝言を挙げた翌春、再び花見に行った際も同行した。
竹岡津勢
以登と共に、宗林寺の方丈に茶道と書道を習っていた友人で、稽古の後も、何かと互いの屋敷を訪ね合っていた仲。おしゃべり好きで、孫四郎の結婚相手が加世であることを以登に知らせた。
後に、長年番頭を務めることになる水野玄蕃に嫁した。
雲覚院
先々代の藩主、すなわち以登が18歳の頃の藩主。さばけた性格で、花見の季節に家中の女や子ども、隠居、部屋住み、非番の家士が二の丸に入ることを許した。また、寺井甚左衛門が江戸で剣の修行をし、10年間国元に戻らなかったときも、これを許可している。産業を興して藩を富ませた一方、10人を越える側室を抱えた色好みとしても知られる。享年75歳。
加納幾之助
以登の長女の子。他の孫たちと共に、以登の昔語りを聞く。以登をからかって叱られた。

## 映画
2010年3月13日封切。中西健二監督、北川景子主演の時代劇映画。2010年2月27日に山形県先行ロードショー。
山形県での先行上映館4館を含む全国82館と小規模公開ながら、土日2日間で動員2万5,786人、興収3,031万8,880円を記録し週末興行成績ランキング（興行通信社調べ）で初登場第9位となった。

### キャスト
- 以登：北川景子
- 片桐才助：甲本雅裕
- 江口孫四郎：宮尾俊太郎
- 郁：相築あきこ
- 津勢：佐藤めぐみ
- 藤井勘解由：市川亀治郎
- 加世：伊藤歩
- 永井宗庵：柄本明
- 寺井甚左衛門：國村隼
- 谷川清美、綱島郷太郎、重松収、堀内正美、竹嶋康成、並樹史朗、近江谷太朗、市瀬秀和、松尾光次、村中暖奈、市川澤五郎、池口十兵衛、芸利古雄、江戸松徹、岩田貴代志　ほか
- 語り：藤村志保

### スタッフ
- 監督：中西健二
- 脚本：長谷川康夫、飯田健三郎
- 音楽：武部聡志
- 殺陣指導：高瀬将嗣

殺陣助教：森聖二
スタンドイン：多加野詩子、将宗史朗
- ロケ協力：鶴岡市、ながのフィルムコミッション、常総フィルムコミッション、姫路フィルムコミッション、小山町フィルムコミッション　ほか
- スタジオ：日活撮影所
- 現像：IMAGICA
- 特別協力：遠藤展子、遠藤崇寿
- 企画：小滝祥平、梅澤道彦
- エグゼクティブプロデューサー：河野聡、上田めぐみ、大芝賢二、町田智子
- プロデューサー：森谷晃育、芳川透、松井俊之、小久保聡
- 製作者：川城和実、尾越浩文、亀山慶二、遠藤義明
- ｢花のあと｣製作委員会（バンダイビジュアル、ポニーキャニオン、テレビ朝日、山形テレビ、日楽堂、アサツー ディ・ケイ、朝日新聞社、デスティニー）
- 製作プロダクション：デスティニー
- 配給：東映